# Sella Ciampigotto
La Sella Ciampigotto e' un valico alpino minore delle Alpi Carniche (Dolomiti Carniche) occidentali, in Cadore, in Veneto, posto a quota 1.790 m s.l.m., lungo la strada che congiunge la Sella di Razzo alla Forcella Lavardet, al di sotto del versante meridionale del gruppo dei Brentoni, nel territorio del comune di Vigo di Cadore. Attraversata dalla Strada statale 619 di Vigo di Cadore, a nord è posto il gruppo delle Terze e la zona del Comelico (Val Frison), tra i territori di Santo Stefano di Cadore e Prato Carnico. Non lontano dalla sella è posto l'Altopiano di Casera Razzo, la Foresta delle Maccarine e a nord-est la Sella di Rioda.